# Плейнс (Техас)
Плейнс (англ. Plains) — місто (англ. town) в США, в окрузі Йохум штату Техас. Населення — 1355 осіб (2020).

## Географія
Плейнс розташований за координатами 33°11′23″ пн. ш. 102°49′38″ зх. д. / 33.18972° пн. ш. 102.82722° зх. д. (33.189620, -102.827210). За даними Бюро перепису населення США в 2010 році місто мало площу 2,55 км², уся площа — суходіл.

## Демографія
Згідно з переписом 2010 року, у місті мешкала 1481 особа в 508 домогосподарствах у складі 402 родин. Густота населення становила 581 особа/км². Було 588 помешкань (231/км²). 
Расовий склад населення:
| - 75,4 % — білих - 0,6 % — корінних американців - 21,1 % — осіб інших рас |

До двох чи більше рас належало 2,9 %. Іспаномовні становили 58,1 % усіх жителів.
За віковим діапазоном населення розподілялося таким чином: 32,2 % — особи молодші 18 років, 55,8 % — особи у віці 18—64 років, 12,0 % — особи у віці 65 років та старші. Медіана віку мешканця становила 34,6 року. На 100 осіб жіночої статі у місті припадало 96,9 чоловіків; на 100 жінок у віці від 18 років та старших — 98,4 чоловіків також старших 18 років.
Середній дохід на одне домашнє господарство становив 59 946 доларів США (медіана — 46 106), а середній дохід на одну сім'ю — 63 618 доларів (медіана — 51 250). Медіана доходів становила 52 143 долари для чоловіків та 50 893 долари для жінок. За межею бідності перебувало 15,8 % осіб, у тому числі 21,1 % дітей у віці до 18 років та 22,5 % осіб у віці 65 років та старших.
Цивільне працевлаштоване населення становило 640 осіб. Основні галузі зайнятості: сільське господарство, лісництво, риболовля — 33,0 %, освіта, охорона здоров'я та соціальна допомога — 22,5 %, публічна адміністрація — 7,5 %, роздрібна торгівля — 6,6 %.